# Tutuapan
Tutuapan är en ort i Mexiko, tillhörande kommunen Ixtapan del Oro i västra delen av delstaten Mexiko. Orten hade 693 invånare vid folkräkningen 2010.